# Self Esteem (Lied)
Self Esteem (englisch für „Selbstwertgefühl“) ist ein Lied der US-amerikanischen Punkband The Offspring. Der Song ist die zweite Singleauskopplung ihres dritten Studioalbums Smash und wurde am 22. Dezember 1994 veröffentlicht. Das Stück verhalf der Band in Europa zum kommerziellen Durchbruch.

## Inhalt
Textlich geht es um einen Mann, der nur ein geringes Selbstwertgefühl hat und sich nicht gegenüber seiner Freundin durchsetzen kann. Er hat sich schon zehn Mal überlegt, die Beziehung mit ihr zu beenden, doch immer wenn sie vorbeikommt, bringt er es nicht über sich und nimmt sie zurück. Obwohl der Mann weiß, dass sie ihn ausnutzt und nur mit ihm spielt, redet er sich ein, dass dies ok sei, da er kein Selbstbewusstsein habe. Die Frau versetzt ihn, geht mit seinen Freunden fremd und beleidigt ihn. Er weiß, dass er sich eigentlich aufrappeln und mit ihr Schluss machen muss, doch er besitzt nicht den Mut dafür und redet sich ein, dass die Situation gar nicht so schlecht sei. Als sie wieder mal nachts bei ihm betrunken klingelt, um mit ihm Sex zu haben, weiß er, dass er eigentlich nein sagen sollte, doch kann es abermals nicht und lässt den Dingen ihren Lauf.

## Produktion
Das Lied wurde von dem Musikproduzenten Thom Wilson produziert und der Text vom The-Offspring-Sänger Dexter Holland geschrieben.

## Musikvideo
Das Video zum Lied wurde unter der Regie von Darren Lavett im August 1994 gedreht.
Es zeigt die Band beim Spielen des Songs in einem abgedunkelten Raum. Zwischendurch sieht man Stuntszenen von Evel Knievel und unbekannten Personen. Dexter Holland, Frontmann der Gruppe, trägt im Video drei verschiedene Band-T-Shirts von den Sex Pistols, The Germs und The Vandals. Außerdem sieht man kurz Röntgenaufnahmen, die an das Singlecover erinnern.

## Single

### Covergestaltung
Das Singlecover ist in blauen Farbtönen gehalten. Es zeigt einen Schädel von der Seite, der an eine Röntgenaufnahme erinnert. Auf dem Schädel befindet sich in großen weißen Buchstaben der Schriftzug Offspring. Rechts oben im Bild steht der Titel Self Esteem in Grau und im rechten unteren Teil des Bildes befindet sich die Anmerkung The Single from the Album Smash in Schwarz bzw. Weiß.

### Chartplatzierungen
Self Esteem stieg am 3. April 1995 in die deutschen Single-Charts ein und erreichte mit Platz 4 die Höchstposition. Insgesamt hielt sich das Lied 28 Wochen in den Top 100, davon acht Wochen in den Top 10. In den deutschen Jahrescharts 1995 belegte es Rang 18. Besonders erfolgreich war der Song in Schweden und Norwegen, wo er die Chartspitze erreichte. Weitere hohe Platzierungen belegte Self Esteem in Österreich, den Niederlanden (jeweils Position 4) und Australien (Rang 6).
| ChartsChartplatzierungen     | Höchstplatzierung | Wochen |
| ---------------------------- | ----------------- | ------ |
| Deutschland (GfK)            | 4 (28 Wo.)        | 28     |
| Österreich (Ö3)              | 4 (19 Wo.)        | 19     |
| Vereinigtes Königreich (OCC) | 37 (3 Wo.)        | 3      |

| ChartsJahrescharts (1995) | Platzierung |
| ------------------------- | ----------- |
| Deutschland (GfK)         | 18          |
| Österreich (Ö3)           | 18          |

### Auszeichnungen für Musikverkäufe
Self Esteem wurde im Jahr 2025 für mehr als 400.000 Verkäufe im Vereinigten Königreich mit einer Goldenen Schallplatte ausgezeichnet.
| Land/Region                  | Auszeichnungen für Musikverkäufe (Land/Region, Auszeichnung, Verkäufe) | Verkäufe  |
| ---------------------------- | ---------------------------------------------------------------------- | --------- |
| Australien (ARIA)            | Gold                                                                   | 35.000    |
| Europa (IFPI)                | Gold                                                                   | (500.000) |
| Italien (FIMI)               | Gold                                                                   | 50.000    |
| Neuseeland (RMNZ)            | Platin                                                                 | 30.000    |
| Norwegen (IFPI)              | Platin                                                                 | 20.000    |
| Schweden (IFPI)              | Gold                                                                   | 25.000    |
| Spanien (Promusicae)         | Gold                                                                   | 30.000    |
| Vereinigtes Königreich (BPI) | Gold                                                                   | 400.000   |
| Insgesamt                    | 6× Gold · 2× Platin ·                                                  | 590.000   |

Hauptartikel: The Offspring/Auszeichnungen für Musikverkäufe